# 莫里斯·费希尔
莫里斯·费希尔（英語：Morris Fisher，1890年5月4日—1968年5月23日），美国男子射击运动员。他曾代表美国参加1920年和1924年夏季奥林匹克运动会射击比赛，获得五枚金牌，均来自步枪项目。